# Chris Ferket

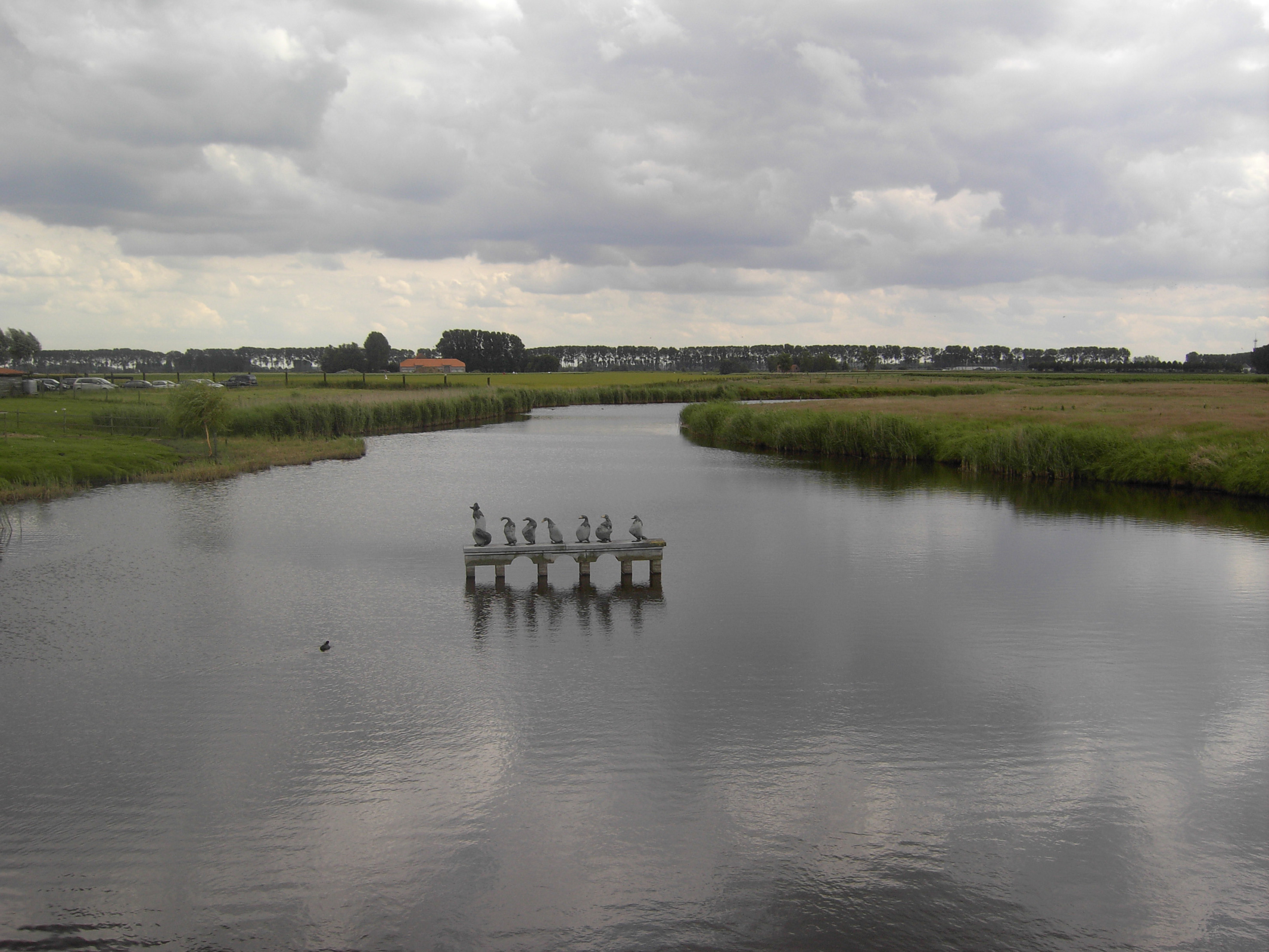
Als de vos de passie preekt in de Oudemanskreek

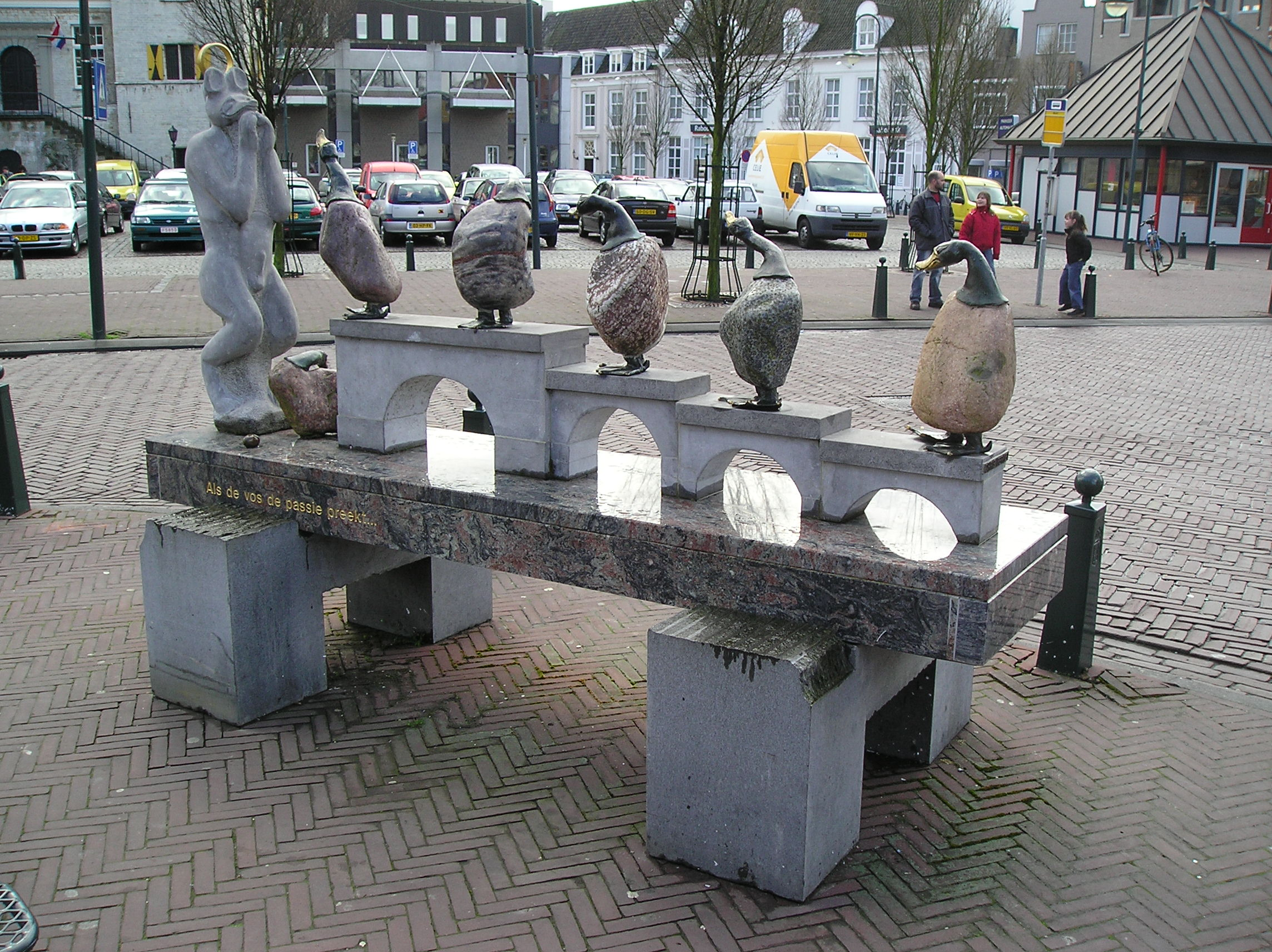
Als de vos de passie preekt in Hulst

Chris Ferket (6 september 1929 – 18 juni 2009) was een Belgisch beeldhouwer, schilder en schrijver.

## Loopbaan
Hij schreef 6 dichtbundels en verscheidene novellen, sprookjes en dierenverhalen. Eén van zijn gedichten staat op het watersnoodmonument in Kruisdorp. Ook maakte hij kunstwerken met houtskool, inkt of verf, waarbij de natuur zijn belangrijkste inspiratiebron was.
Als beeldhouwer had hij een voorkeur voor marmer, graniet en Balegemse steen om zijn kunstwerken mee te vervaardigen. In verscheidene Vlaamse en Nederlandse gemeenten zijn beeldhouwwerken van hem te vinden. Hij was bijzonder gefascineerd door het verhaal Van den vos Reynaerde en maakte verscheiden beeldhouwwerken rond dit thema. Zijn woonplaats Deinze bijvoorbeeld kocht twee kunstwerken bij hem aan: aan de ingang van het museum Mudel staat het beeld Reynaert op het graf van Coppe en in recreatiepark De Brielmeersen staat een beeld met als titel Reynaert leert Isengrijn klokken luiden. Ook op negen plekken in Sint-Laureins (geplaatst tussen 1995 en 2003) (Als de vos de passie preekt aan de Oudemanskreek, Reynaert en de eenden aan het gemeentehuis van Sint-Laureins, Kriejkeputte aan de bibliotheek, Cuwaert in Sint-Margriete, Pinte ende Sproete in Sint-Jan-in-Eremo, Tybeert en de muizen in Waterland-Oudeman, Cantecleer in Watervliet, Ysengrin in Watervliet, De Koningsvrede in Bentille)  en sinds 1999 in Hulst (Als de vos de passie preekt) staan beelden in Reynaertthema van Ferket.
Chris Ferket overleed in 2009 op 79-jarige leeftijd. Hij is begraven op het Campo Santo in Sint-Amandsberg.